# Saltos ornamentais no Campeonato Mundial de Esportes Aquáticos de 2019 - Plataforma 10 m sincronizado masculino
A prova da plataforma 10 m sincronizado masculino dos saltos ornamentais no Campeonato Mundial de Esportes Aquáticos de 2019 foi realizada no dia 15 de julho, em Gwangju, na Coreia do Sul.

## Calendário
Horário local (UTC+9). 
| Fase              | Data        | Hora  |
| ----------------- | ----------- | ----- |
| Rodada preliminar | 15 de julho | 13:00 |
| Final             | 15 de julho | 20:45 |

## Medalhistas
| Ouro                          | Prata                                       | Bronze                              |
| China · Cao Yuan · Chen Aisen | Rússia · Aleksandr Bondar · Viktor Minibaev | Reino Unido · Tom Daley · Matty Lee |

## Resultados
Esses foram os resultados da competição.
| Pos.              | Nacionalidade        | Saltadores                             | Preliminar | Preliminar | Final         | Final         |
| Pos.              | Nacionalidade        | Saltadores                             | Pontos     | Pos.       | Pontos        | Pos.          |
| ----------------- | -------------------- | -------------------------------------- | ---------- | ---------- | ------------- | ------------- |
| Medalha de ouro   | China                | Cao Yuan Chen Aisen                    | 460.29     | 1          | 486.93        | 1             |
| Medalha de prata  | Rússia               | Aleksandr Bondar Viktor Minibaev       | 407.37     | 3          | 444.60        | 2             |
| Medalha de bronze | Reino Unido          | Tom Daley Matty Lee                    | 416.28     | 2          | 425.91        | 3             |
| 4                 | Ucrânia              | Oleh Serbin Oleksii Sereda             | 339.21     | 11         | 412.62        | 4             |
| 5                 | Austrália            | Domonic Bedggood Declan Stacey         | 370.29     | 9          | 411.24        | 5             |
| 6                 | Coreia do Sul        | Kim Yeong-nam Woo Ha-ram               | 377.91     | 7          | 401.67        | 6             |
| 7                 | México               | Kevin Berlin Ivan García               | 387.33     | 5          | 400.71        | 7             |
| 8                 | Estados Unidos       | Benjamin Bramley Steele Johnson        | 373.80     | 8          | 383.79        | 8             |
| 9                 | Armênia              | Vladimir Harutyunyan Lev Sargsyan      | 336.48     | 12         | 372.48        | 9             |
| 10                | Alemanha             | Timo Barthel Lou Massenberg            | 378.96     | 6          | 368.25        | 10            |
| 11                | Canadá               | Vincent Riendeau Nathan Zsombor-Murray | 397.38     | 4          | 368.19        | 11            |
| 12                | Brasil               | Kawan Pereira Isaac Filho              | 342.06     | 10         | 348.78        | 12            |
| 13                | Malásia              | Jellson Jabillin Hanis Jaya            | 333.90     | 13         | Não avançaram | Não avançaram |
| 14                | Grécia               | Nikolaos Molvalis Athanasios Tsirikos  | 332.64     | 14         | Não avançaram | Não avançaram |
| 15                | República Dominicana | Frandiel Gómez José Ruvalcaba          | 330.99     | 15         | Não avançaram | Não avançaram |
| 16                | Tailândia            | Conrad Lewandowski Thitipoom Marksin   | 277.86     | 16         | Não avançaram | Não avançaram |
| 17                | Uzbequistão          | Botir Khasanov Marsel Zaynetdinov      | 255.45     | 17         | Não avançaram | Não avançaram |